# چندی بعد
چندی بعد (اسپانیایی: Tiempo después‎) یک فیلم کمدی سوررئال اسپانیایی-پرتغالی به کارگردانی خوزه لوئیس کوئردا است که در سال ۲۰۱۸ منتشر شد و گروهی از بازیگران و کمدین‌های مشهور این دو کشور در آن بازی کرده‌اند. این فیلم آواز قوی خوزه لوئیس کوئردا پیش از مرگش محسوب می‌شود.

## گزیدهٔ بازیگران
- روبرتو آلامو[۲]
- بلانکا سوآرس[۳]
- کارلوس آرسس[۴]
- اندرئو بوئنافوئنته[۴]
- نرئا کاماچو[۴]
- آنتونیو د لا توره[۴]
- سکون د لا روسا[۴]
- گابینو دیه‌گو[۴]
- میگل اران[۴]
- میگل ریان[۴]
- لوئیس پرساگوا[۴]
- خواکین ریس[۴]
- برتو رومرو[۴]
- مانولو سولو[۴]